# Kamp Hooghalen
Kamp Hooghalen, gelegen langs de spoorlijn Hoogeveen-Groningen aan de rand van het gelijknamige dorp, was een werkkamp in 1939 gebouwd in het kader van de Rijksdienst voor de Werkverruiming.

## Geschiedenis
Kamp Hooghalen was vanaf 10 december 1940 een NAD-kamp, een van de eerste NAD-kampen van Nederland. Na de machtsovername van de Duitsers werd het ingericht als opleidingscentrum voor honderdzestig arbeidsmannen. Aanvankelijk werden hier vier groepen van veertig voormalige militairen opgeleid tot leidinggevenden voor andere NAD-kampen. In een advertentie in het Nieuwsblad van Beilen vroeg de kampleiding in die tijd een werkknecht en kampmeisjes. Hun beloning lag rond de Fl 6,50 per week. Op 21 februari 1942 verlieten de eerste arbeidsmannen het kamp. Een deel van hen was opgeleid tot politieagent of brandweerman. Opmerkelijk is dat Kamp Hooghalen enkele strafcellen had, wat voor dit soort kampen vrij bijzonder was. Vanuit het kamp werden ook mannen met een S op de rug onder toezicht aan het werk gezet. In ieder geval een van hen verbleef in het kamp na de Ordedienst-processen. In april 1941 kwam er een gedenkboek uit van opleidingskamp Hooghalen. Het kamp won in november 1942 de korpsprijs voor het aardappelrooien. Rond Hooghalen lagen met de komst van dit kamp drie kampen. Het zogenoemde Heidelager (gebouwd in 1935) en het Joodse Centraal Vluchtelingenkamp Westerbork (gebouwd in 1939) lagen al in de bossen van Oosthalen.

## Na de oorlog
Na de oorlog werd kamp Hooghalen een school voor de opleiding van sportdocenten van het Nederlandse leger. Een lange tijd heeft ook het Regiment van Heutz met 429IBC mbl (infanterie beveiligings compagnie) het kamp bewoond.
Deze eenheid is later naar de kazerne in Havelte verhuisd. Later werd het kamp een centrum voor asielzoekers. Vanaf 2004 kwam het kamp leeg te staan, waarna sommige gebouwen als atelier werden gebruikt door kunstenaars of bewoond werden door jongeren. In 2010 werd het kamp grotendeels gesloopt.